# Liếm vết thương

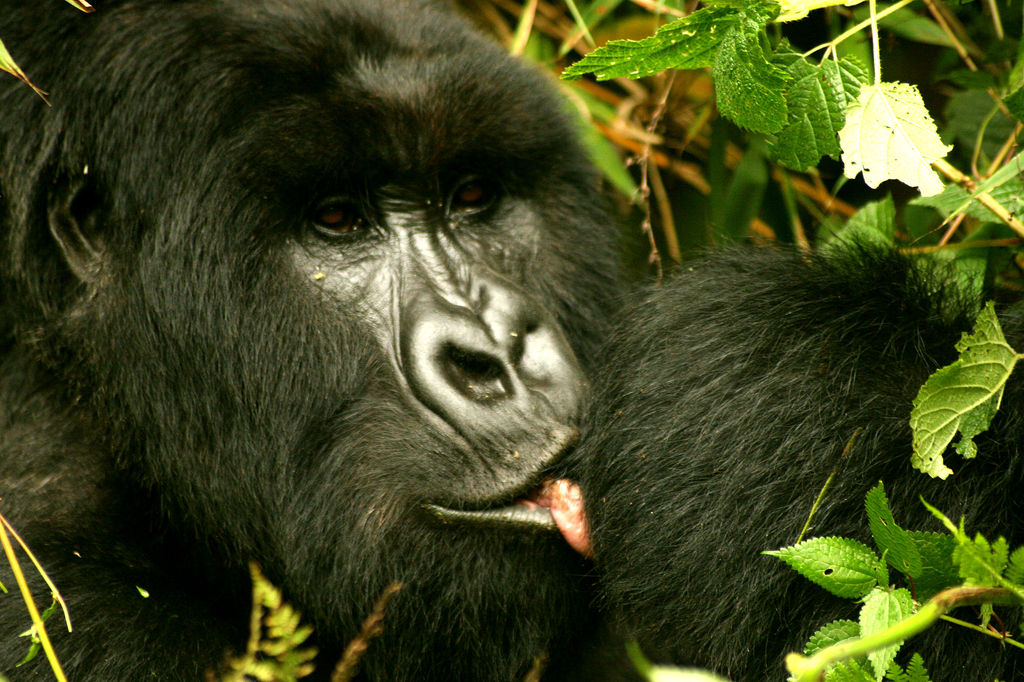
Một con khỉ đột đang liếm vết thương

Liếm vết thương là phản ứng tự nhiên ở người và nhiều động vật khác dùng lưỡi để liếm một vùng bị thương. Chó, mèo, động vật gặm nhấm nhỏ và linh trưởng đều liếm vết thương. Nước bọt có chứa yếu tố mô thúc đẩy cơ chế đông máu. Enzyme lysozyme được tìm thấy trong nhiều mô và được biết đến là tấn công thành tế bào của nhiều vi khuẩn gram dương, giúp phòng chống nhiễm trùng. Nước mắt cũng có lợi cho vết thương do enzyme lysozyme. Tuy nhiên, cũng có những nguy cơ lây nhiễm do vi khuẩn trong miệng người.

## Cơ chế

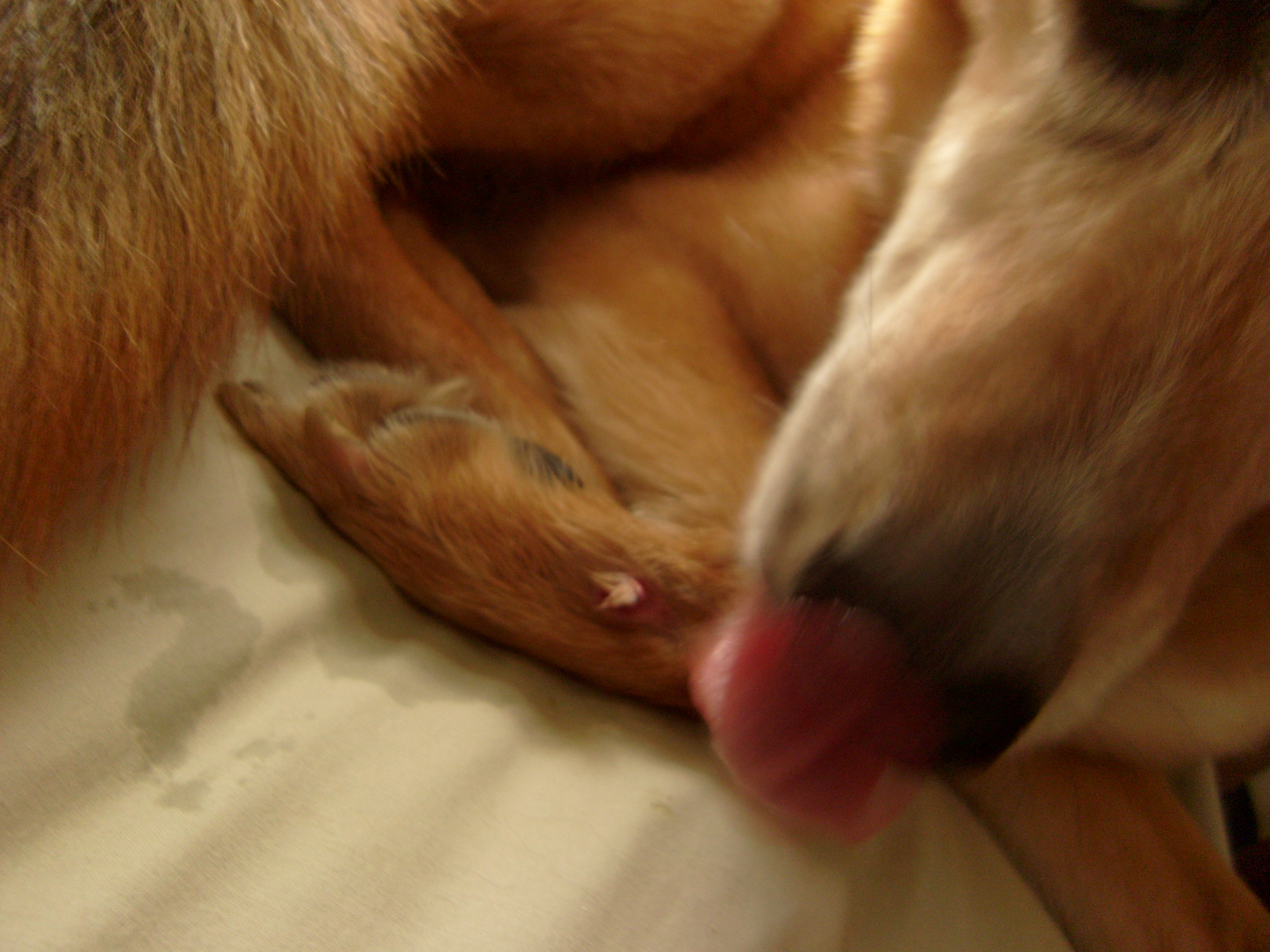
Chó đang liếm vết thương ở chân

Niêm mạc miệng chữa lành nhanh hơn da, nó cho thấy rằng nước bọt có thể có các tính chất hỗ trợ chữa lành vết thương. Nước bọt có chứa mô tế bào có nguồn gốc từ tế bào, và nhiều hợp chất có tính kháng khuẩn hoặc thúc đẩy sự hồi phục. Yếu tố mô mỡ kết hợp với các hạt nhỏ đổ ra từ các tế bào trong miệng, thúc đẩy quá trình lành vết thương thông qua sự đông máu bên ngoài.
Các enzyme lysozyme, peroxidase, defensin, cystatin, kháng thể IgA, đều có tính kháng vi khuẩn. Thrombospondin và một số thành phần khác có tính kháng virus. Một chất ức chế protease là SLPI có trong nước bọt có cả tính kháng vi khuẩn và kháng virus, và là một chất thúc đẩy làm lành vết thương. Nitrat được tìm thấy tự nhiên trong nước bọt phân hủy thành nitơ monoxit khi tiếp xúc với da, nó sẽ ức chế sự phát triển của vi khuẩn. Nước bọt chứa các yếu tố tăng trưởng như yếu tố tăng trưởng biểu bì, VEGF, TGF-β1, leptin, IGF-I, axit lysophosphatidic, hyaluronan và NGF, tất cả đều làm lành vết thương, mặc dù mức EGF và NGF ở người thấp hơn nhiều so với ở chuột nhắt. Ở người, histatin có thể đóng một vai trò lớn hơn. Cũng như các yếu tố tăng trưởng, IGF-I và TGF-α tạo ra peptide kháng khuẩn. Nước bọt cũng chứa một chất giảm đau là opiorphin. Liếm cũng có xu hướng loại bỏ tổng nhiễm bẩn từ khu vực bị ảnh hưởng.